# NGC 7492
NGC 7492 is een bolvormige sterrenhoop in het sterrenbeeld Waterman. Het hemelobject werd op 21 september 1786 ontdekt door de Duits-Britse astronoom William Herschel.

## Synoniemen
- GCl 125